# Leão (canção)
"Leão" é uma canção do rapper brasileiro Xamã com participação da cantora brasileira Marília Mendonça. A música foi lançada em 14 de dezembro de 2020 como parte do álbum Zodíaco de Xamã.

## Composição
A música faz parte do álbum Zodíaco, cujo repertório é baseado nos signos. A maior música do álbum em questão de visualizações é "Leão", cujo clipe, com Mendonça, contou com mais de 45 milhões de visualizações.

## Regravação
Durante a live Serenata, Marília Mendonça apresentou uma regravação de "Leão", desta vez com um arranjo de arrocha. Após a morte da cantora, a equipe da cantora decidiu transformar a apresentação no primeiro álbum póstumo da artista, chamado Decretos Reais (2023). A regravação foi divulgada em dezembro de 2022, e se tornou um viral popular em mídias sociais como o TikTok. A canção também esteve entre as mais ouvidas no ranking global do Spotify e tornou-se a canção em língua portuguesa mais reproduzida na história do serviço em único dia, com 1.9 milhões de streams. 
A regravação de Mendonça também foi um sucesso comercial e recebeu disco de diamante sêxtuplo pela Pro-Música Brasil em 2023. Em cerca de 10 meses, o vídeo da música tinha mais de 250 milhões de visualizações.

## Charts
| Chart (2023)           | Peak position |
| ---------------------- | ------------- |
| Brasil (Billboard)     | 1             |
| Global 200 (Billboard) | 51            |
| Portugal (AFP)         | 29            |

## Certificações e vendas
| Região                                                        | Certificação | Unidades/vendas |
| ------------------------------------------------------------- | ------------ | --------------- |
| Brasil (PMB)                                                  | 10× Diamante | - 3.000.000‡    |
| Portugal (AFP)                                                | Platina      | - 10.000‡       |
| ‡vendas+valores de streaming baseados somente na certificação |              |                 |